# Califat islamique
 (mars 2020).
- Si vous ne connaissez pas le sujet, laissez ce bandeau (vous pouvez alors contacter les auteurs).
- Si vous supprimez le contenu mis en cause (vous pouvez préalablement contacter les auteurs),

argumentez précisément cette suppression dans la page de discussion
(un manque de référence n'est pas un argument ; une recherche réelle de référence doit avoir été effectuée, être formellement documentée).
632–1258
- Expansion durant l'ère de Mahomet 622-632
- Expansion durant les quatre premiers califes 632-661
- Expansion de la dynastie Omeyyade 661-750

Entités précédentes :
- Arabie préislamique
- Empire sassanide
- Royaume wisigoth
- Empire byzantin :
- Arménie, Mésopotamie, Syrie, Palestine
- Égypte, Cyrénaïque
- Exarchat de Carthage

Entités suivantes :
- Émirat de Cordoue
- Idrissides
- Aghlabides
- Tahirides
- Saffarides
- Samanides
- Toulounides
- Fatimides
- Ikhchidides
- Bouyides
- Empire mongol

Le califat islamique (ou Empire d'islam) est un État fondé par les disciples du prophète Mahomet et dirigé par un calife. Il dure du VIIe siècle jusqu'à la prise de Bagdad par les Mongols en 1258.
En pratique, il a commencé à se fragmenter assez rapidement, notamment avec l'indépendance de l'Espagne musulmane dès le VIIIe siècle et la création du Califat de Cordoue. Le califat abbasside devient une puissance secondaire dès le XIe siècle. Le califat va décliner et se fragmenter à partir du milieu du IXe siècle quand il embauche des mercenaires esclaves turcs qui vont progressivement se voir confier le pouvoir réel près du calife et dans les provinces, le calife faisant appel à des non arabes pour des fonctions de commandement. Quand apparaissent au début du XIe siècle les Turcs seldjoukides, l'empire n'existe pratiquement plus. Le califat aura duré quatre siècles, mais son étendue du sud de la France au bassin du Tarim (Ouest de la Chine) en fait un des plus grands empires pérennes connus. Son héritage religieux, l'islam, mais aussi linguistique et culturel, a marqué les régions conquises jusqu'à nos jours.

## Histoire
Trois périodes peuvent être définies dans l'existence du califat.

### Les quatre califes (645-661)
En 645, quelques années après la mort de Mahomet, ses successeurs potentiels s'affrontent. Alors que Abou Bakr est désigné dès 632, une querelle naît entre les habitants de Médine et de La Mecque concernant la succession de Mahomet.
Certains préfèrent une succession issue de la famille de Mahomet, en proposant notamment Ali, son gendre pour lui succéder.
Les compagnons les plus proches de Mahomet s'y opposent et nomment Abou Bakr : le premier calife (littéralement « successeur » [de Mahomet]) sera donc Abou Bakr qui poursuit la conquête de la péninsule Arabique.
À sa mort en 634, son premier ministre Omar (ou Umar) lui succède. Celui-ci conquiert la Palestine, la Mésopotamie, l'Égypte et la Perse. En 644, il est poignardé par un perse non musulman (Abou lou'loua al majoussi) dans une mosquée, alors qu'il priait.
Après sa mort, un troisième calife fut désigné par consultation des compagnons de Mahomet : Uthman (644-656).
Le quatrième calife est Ali, cousin et gendre de Mahomet (656-661), lui aussi assassiné, par un kharidjite.

### Dynastie omeyyade (661-750)

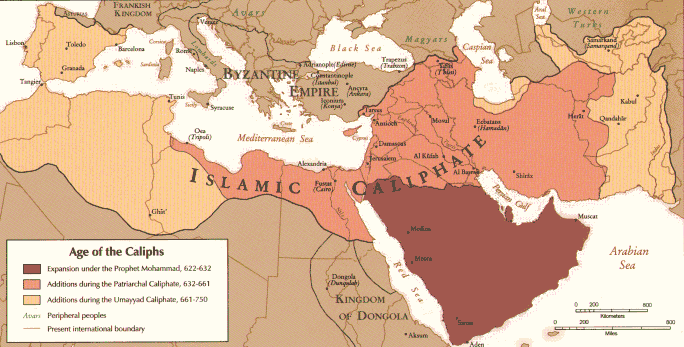
Expansion du califat sous les quatre premiers califes, puis sous les Omeyyades.

Les Omeyyades ou Umayyades (الأمويون umayyûn, ou بنو أمية banû umayya) sont une dynastie de califes qui gouvernèrent le monde musulman de 661 à 750, établissant leur capitale à Damas. Ils tiennent leur nom d'un de leurs ancêtres, Omayya, grand-oncle de Mahomet. Ils appartenaient à la tribu des Quraychites, tribu dominante à La Mecque au temps de Mahomet. Après s'être opposés à Mahomet, ils se convertirent.
Les Omeyyades étaient liés avec le troisième calife, Uthman. Quand celui-ci fut assassiné par des opposants qui portèrent au pouvoir Ali, cousin et gendre de Mahomet, tous ceux qui étaient liés à Uthman crièrent vengeance, notamment l'Omeyyade Muawiya, qui était alors gouverneur de Syrie. À la suite de quelques combats, Ali fut écarté du pouvoir en Syrie par un arbitrage, et Muawiya fut proclamé "melik" (roi) par les chrétiens monophysites et melkites syriens en 661. Ali ayant été assassiné par les kharidjites, ses anciens partisans, plus rien ne s'opposa ensuite au règne des Omeyyades.
Cependant, à partir des années 680, une série de troubles faillirent mettre fin à cette dynastie, mais elle réussit toujours à reprendre le dessus :
- en 680, à la mort de Muawiya, les notables de la ville majoritairement chiite de Koufa, en Mésopotamie, voulurent mettre sur le trône Husayn, second fils d'Ali. Ils furent écrasés à Karbala par une armée omeyyade ;
- en 683, un notable quraychite, `Abd Allāh b. al-Zubayr, souleva en Arabie les deux villes saintes de La Mecque et Médine, et étendit son pouvoir jusqu'à Basra (Bassora), en Irak. En même temps éclatait à Koufa une révolte organisée par Mukhtar au nom d'un des fils d'Ali ;
- de plus, divers groupes kharidjites suscitaient des désordres en Arabie méridionale, en Iran central et en Haute-Mésopotamie.

Les divers groupes insurgés n'avaient aucune union entre eux. Les kharidjites ne s'étendirent pas hors des déserts ; 'Abd Allāh fut vaincu par le calife (Abd al-Malik), tandis que Mukhtar était vaincu par le frère d'Abd Allāh, qui gouvernait Basra.
Abd Al Malik (685 - 705) s'appuya sur le puissant gouverneur de d'Irak, Hadjdâdj, pour rétablir la paix en Mésopotamie et en Arabie. Cette trêve lui permit de conduire d'importantes réformes pour établir durablement le pouvoir de sa dynastie. Il organisa une administration centrale forte et nomma directement des gouverneurs (émirs) dans chaque province avec d'importantes délégations de pouvoir civil et militaire. Il créa le corps des cadis (les juges) chargé de rendre la justice d'après la tradition. Il fit frapper les premières monnaies arabo-syriaques (le dinar en or et les dirhems en argent) marquant ainsi clairement la rupture avec Byzance.
Les premiers Omeyyades faisaient payer aux non-musulmans des impôts (capitation et impôt foncier) plutôt que de les convertir. Abd Al Malik organisa le prélèvement par les gouverneurs dans les provinces des impôts fonciers (kharâdj) et de capitation (djizya). Cette dernière taxe due uniquement par les populations vaincues non-converties pesa alors si lourdement sur elles que les fermiers ne tardèrent pas à se convertir en masse pour échapper à la ruine. Le mouvement de conversion fut tel que les gouverneurs décidèrent de ne pas tenir compte de ces conversions fiscales et continuèrent à imposer ces pseudo-convertis appelés "mawâlî". Mécontents ceux-ci rejoignirent vite les rangs de l'opposition aux califes omeyyades. Les successeurs d'Abd al-Malik choisirent une solution plus souple : pour les mawâlî, la capitation fut remplacée par l'aumône légale du croyant ; mais l'impôt foncier fut maintenu sur leurs terres.
Les adversaires du régime l'accusaient d'impiété pour diverses raisons :
- il avait usurpé la place et versé le sang de la famille de Mahomet ;
- proche des chrétiens monophysite puis melkites, les Omeyyades furent accusés d'associationnisme notamment par les écrivains abbassides ;
- il aurait été trop indifférent à l'islam et à ses règles, notamment en négligeant de convertir les populations conquises.

En 750 les rebelles abbassides réussirent à rassembler l'ensemble des opposants pour détrôner les Omeyyades et fonder leur propre dynastie. Presque tous les membres de la famille omeyade furent massacrés, mais le prince 'Abd al-Rahmān Ier réussit à s'enfuir, à gagner l'Espagne et à y établir une nouvelle dynastie à Cordoue. L'émir 'Abd al-Rahmān III prit le titre de calife en 929, affirmant ainsi la complète indépendance du califat de Cordoue.
En conséquence, les Abbassides ayant écrit l'histoire officielle, les califes Omeyyades pâtissent d'une mauvaise réputation dans l'historiographie islamique, et le titre de calife leur est refusé à presque tous, seul le titre plus séculier de melik, roi, leur étant accordé. Trop proches des chrétiens monophysites et melkites, ils furent accusés d'hérésie et d'associationnisme par les califes abbassides, les premiers califes abbassides étant eux plutôt proches des nestoriens et des mutazilites.

### Dynastie abbasside (750-1258)

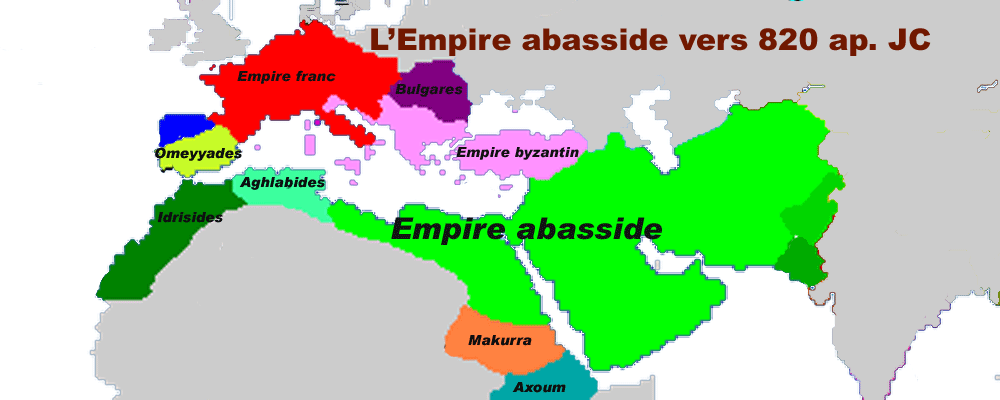
Empire abasside vers 820 de l'ère commune.

Les Abbassides arrivèrent au pouvoir à l'issue d'une véritable révolution menée contre les Omeyyades et transformèrent la régence arabo-syriaque en un califat islamo-persan. La légitimité de la succession du pouvoir califal reposant alors sur l'hérédité au sein de la famille d'Abbas, ce principe successoral posera bien des problèmes aux califes pour éviter les dissensions et les risques de partage de l'empire. Ils forment une véritable dynastie de califes qui dans un premier temps se préoccupe plus de combattre ses alliés, les chiites et les kharidjites qui les ont aidés à vaincre la dynastie arbo-syriaque des "rois" omeyyades. Mais tout au long de leur règne, les califes abbassides ont réprimé et persécuté les différents courants jugés hétérodoxes et sectaires.
Les premiers califes abbassides sont des syro-chaldéens très proches des chrétiens nestoriens vivant en Mésopotamie. Ils rompent avec le pouvoir arabo-syriaque de Damas et se rapprochent nettement des persans en s'installant sur les rives du Tigre (en Irak). C'est seulement à partir de 814 sous le califat du légendaire Al-Ma’mūn (813-833) que le mutazilisme fut érigé comme premier dogme officiel. Aux mutazilites s'opposaient depuis longtemps les partisans fondamentalistes d'Ibn Hanbal, proches du peuple. Lorsqu'en 847 Al-Mutawakkil (847-861) le frère du calife Al-Wāt̠iq (842-847)fut désigné comme son successeur en lieu et place du fils du défunt calife, Al-Mutawakkil s'appuya sur les hanbalites qui avaient l'assentiment de la rue pour imposer sa légitimité à l'élite mutazilites et chiites. Il érigea donc à partir de 854 le hanbalisme en remplacement du dogme mutazilite.
Les Abbassides gouvernèrent l'empire musulman de 750 à 1258. Le second calife Al-Mansur établit leur capitale à Bagdad, agrandissant la ville ronde nestorienne à partir de 762 qu'il surnommera "Madînat al-salâm" (la ville de la paix).
Les Abbassides tirent leur nom de Al-Abbâs, oncle de Mahomet, dont ils sont les descendants, alors que les Omeyyades avaient un lien familial plus lointain avec Mahomet. Ils veulent un État plus musulman, où les Iraniens convertis à l'islam auront une part égale à celle des Arabes. Au cours de la révolution contre les Omeyyades, leur chef Abû Muslim réunit autour de lui, en plus des Arabes hostiles à la dynastie régnante, des indigènes iraniens, de petites gens, des esclaves enfuis. Il triompha en 750 à la bataille du Grand Zab, après plus de trois ans de guerre.
Le premier calife abbasside fut Abû al-Abbas, dit as-Saffah (750-754).
Ses trois successeurs furent :
- Abû Jafar al-Mansur (754 - 777) ;
- Al-Mahdî (777 - 785) ;
- Hârûn ar-Rachîd (Aaron le bien guidé) (786 - 809), contemporain de Charlemagne et dont le nom symbolise l'apogée des Abbassides.

Sous leur règne, on vit se développer les villes. On peut parler à leur propos d'un empire évolué, alors que, dans l'État omeyyade, dominaient la caste militaire arabe et la propriété rurale. Contrairement aux Ommeyades, Al-Mansur utilisa les élites syro-chaldéenne pour organiser l'administration centrale de l'État abbasside en y introduisant bon nombre de fonctionnaires persans, recrutés parmi les mawâli. Il nomme des vizirs de la famille des Barmécides à la tête des principales provinces de l'Empire. Les fonctions judiciaires sont confiées à des qâdis qui pour rendre leurs jugements sur la base de la charia consultent les savants ouléma. Il réorganise l'armée en faisant un instrument non plus de conquête mais de stabilité politique de l'Empire, recrutant au début essentiellement parmi les Perses puis à partir de 836 chez les Turcs qui d'esclaves convertis à l'islam vont progressivement se voir confier les tâches d'encadrement jusqu'ici dévolues aux arabes, jusqu'à exercer le pouvoir réel dans l'empire dès le milieu du IXe siècle.
Ils eurent à lutter contre de nombreuses oppositions au sein du vaste empire qu'ils héritaient des Omeyyades. Ils perdirent vite l'Occident : dès 756 l'Espagne se donna un prince omeyyade. Au Maghreb, des États kharidjites (et autres) se constituèrent. En 800, le califat dut passer un accord avec les Aghlabides, qui régnaient en Tunisie et à Tripoli : ces derniers reconnurent l'autorité de Bagdad en échange de leur autonomie.
Les Abbassides appliquèrent selon eux l'islam idéal : une société sans classes, sous l'autorité d'un chef politico-religieux issu de la famille de Mahomet. Les juges ou cadis (qâdî) furent nommés par le calife; ils devaient appliquer la charia (loi religieuse). Dans un cadre moins religieux, un vizir (wazîr) fut chargé de réorganiser l'administration. Il y avait en effet de nombreux fonctionnaires, divisés en deux tribus de secrétaires (kuttâb) : les chrétiens nestoriens défenseurs de l'autorité du calife ; les musulmans chiites, souhaitant au contraire affaiblir le souverain.
Autre pilier de l'État : l'armée, composée de Khorassaniens fidèles au souverain, mais aussi d'Arabes souvent moins fidèles, notamment ceux des régions proches des frontières.
Au fil des siècles, le pouvoir des califes s'affaiblit peu à peu, victime notamment des affrontements constants entre sunnites et chiites, mais aussi de nombreuses révoltes et de l'arrivée de mercenaires turcs appelés à exercer les principales fonctions de l'empire déclinant et fragmenté jusqu'à prendre le titre de Sultan. Les derniers califes abbassides étaient plus des suzerains que des souverains. En s'emparant de Bagdad le 10 février 1258, les Mongols commandés par Hülegü mirent fin à la dynastie et exécutèrent le dernier calife, Al-Musta'sim supprimant le califat  de l'ancien empire. Les survivants du massacre furent accueillis en Égypte, où ils perpétuèrent la dynastie abbasside.

## Sources
- Robert Mantran, L'expansion musulmane du VIIe au XIe siècle, éditions PUF, Paris mai 2001  (ISBN 2-13-044181-5)
- Bernard Lewis, Islam, éditions Quarto Gallimard, mars 2005  (ISBN 2-07-077426-0)
- Alain Ducellier et Jean François Michau, Les pays d'Islam du VIIe au XVe siècle, éditions Hachette, Paris 2000  (ISBN 2-01-145010-1)
- Dominique Sourdel, Histoire des Arabes, 9e édition PUF, Paris novembre 2007  (ISBN 978-2-13-056490-4) (BNF 41160255)
- Henri Massé, L'Islam, éditions Armand Colin, Paris 1940
- Raymond Le Coz et Guy Lazorthes, Médecins nestoriens au Moyen Âge, éditions de L'Harmattan, Paris 2004  (ISBN 2-74-756483-5)